# Salvatore Russo (criminale)
Salvatore Andrea Russo (Nola, 27 giugno 1958) è un mafioso italiano, boss della camorra e fondatore, congiuntamente al fratello Pasquale, dell'omonimo clan.

## Biografia
Già affiliato, insieme ai fratelli Carmine e Pasquale, al clan Alfieri (potentissima associazione criminale posta ai vertici del cartello Nuova Famiglia), dopo l'arresto e il pentimento del "superpadrino" Carmine Alfieri e la conseguente debacle del clan Alfieri, costituisce, in associazione con i fratelli, un potente sodalizio criminale, denominato "clan Russo", che, negli anni a seguire, imporrà prepotentemente il proprio dominio su tutto l'agro nolano, soggiogando tutto il comprensorio e instaurando forti legami con la politica locale.

## L'arresto
Inserito nell'elenco dei trenta latitanti più pericolosi d'Italia, latitante dal '94 giacché condannato alla pena dell'ergastolo, il 31 ottobre 2009 viene stanato in un casolare di Somma Vesuviana, alla Via dei Gerani nº 6, di proprietà di un agricoltore 57enne del posto, anch'egli finito agli arresti, con l'accusa di favoreggiamento. Al momento dell'arresto, il boss imbracciava una mitragliatrice ed era da poco rientrato da una battuta di caccia. Definito dall'allora capo della Squadra Mobile Vittorio Pisani: "Persona dall'indole aggressiva e violenta", al momento dell'uscita dalla Questura, stizzito per via della presenza di giornalisti e fotografi, sferrò un calcio ad uno di questi. Nel corso della sua latitanza, Salvatore Russo aveva mantenuto, attraverso i cosiddetti "pizzini", i contatti col fratello Pasquale - numero 1 del clan -, la cui cattura è stata portata a termine l'indomani l'arresto di Salvatore Russo, quando Pasquale (era il 1º novembre 2009) è stato catturato, unitamente al fratello Carmine, in un casolare di Sperone, messogli a disposizione da un panettiere del luogo.